# Pokal des FC Bayern
Unter der Bezeichnung Pokal des FC Bayern im Spieljahr 1901/02 bzw. Münchner Pokal des FC Bayern im Spieljahr 1902/03 ergriff der FC Bayern München die Initiative, ein im Pokalmodus ausgetragenes Kräftemessen der in München existierenden Fußballvereine, die in den unterschiedlichen Stadtteilen entstanden sind, zu organisieren.

## Die Entstehung des Fußballwesens in München
Nachdem der Fußballsport auch Deutschland erreicht hatte, nahm um die Jahrhundertwende die Zahl von Fußball-Mannschaften in München zu. 1899 waren neben dem 1. Münchner FC 1896 mit dem FC Bavaria 1899 München sowie der am 6. März des Jahres gegründeten Fußballabteilung im TV 1860 München zwei weitere hinzugekommen und am 27. Februar 1900 entstand der FC Bayern München als Abspaltung von Spielern der Fußballabteilung im MTV München von 1879.
Der 1. Münchner FC von 1896 war Gegner im ersten Spiel des FC Bayern München, das im März 1900 auf dem städtischen Spielplatz auf der Schyrenwiese stattfand und das die Bayern mit 5:2 für sich entschieden. Auch für die späteren „Löwen“, die Fußballmannschaft im TV 1860 München, war der Verein der Gegner im ersten öffentlichen Fußballspiel, sie unterlagen dem 1. Münchner FC von 1896 am 27. Juli 1902 auf der Schyrenwiese mit 2:4.
Seit 1899 bestand zwar bereits der Verband Münchner Fußball-Vereine, dieser wurde aber 1901 „aus Gründen örtlicher Natur auf unbestimmte Zeit sistiert“. Bayern war in diesen Jahren fußballerisch vergleichsweise unterentwickelt, im gesamten Königreich gab es nur sehr wenige Vereine, die den Sport betrieben. Auch München selbst, als größte Stadt des Südens, lief der Entwicklung in anderen Regionen hinterher. Folglich war Fußball relativ unbekannt und beschränkte sich auf wenige Freundschaftsspiele.

## Organisation des Spielbetriebes
Mit der zunehmenden Zahl der Vereine kam in München ganz allmählich ein organisierter Spielbetrieb in Gang. Auf Initiative des FC Bayern München wurden Stadtmeisterschaften unter der Bezeichnung Pokal des FC Bayern bzw. Münchner Pokal des FC Bayern ausgespielt, an denen sich neben dem Veranstalter auch der 1. Münchner FC von 1896, der FC Bavaria 1899 und die Fußballabteilung des MTV 1879 beteiligten. Gespielt wurde bei der ersten Austragung eine Frühjahr und Herbstrunde, bei der zweiten Austragung eine Einfachrunde in zwei Klassen mit den ersten Mannschaften in der ersten sowie den Reserven in der zweiten Klasse.
In beiden Jahren gewann der FC Bayern München diese „Meisterschaften“, welche inoffizieller Natur waren, da seit 1897 der Verband Süddeutscher Fußball-Vereine bestand und zu dieser Zeit, vor dem Herbst 1903, nur die Endrundenspiele um die Verbandsmeisterschaft, aber noch keine Punktspiele in den Kreisen organisierte, sodass die Vereine, was einen regelmäßigen lokalen Spielbetrieb betraf, auf Eigeninitiative angewiesen waren. Erst danach konstituierten sich am 9. Oktober 1903 mit dem Münchner Fußball-Bund (MFB) und am 7. Oktober 1904 mit dem Verband Münchner Fußball-Vereine (VMFV) zwei örtliche Verbände, die fortan die Meisterschaftsrunden organisieren sollten.

## Sieger im Pokal des FC Bayern
- Saison 1902:
  - 1. Klasse: FC Bayern München
- Saison 1902/03:
  - 1. Klasse: FC Bayern München
  - 2. Klasse: FA des MTV München 1879 II